# San Giusto Canavese
San Giusto Canavese es una localidad y comune italiana de la provincia de Turín, región de Piamonte, con 3.383 habitantes.

## Evolución demográfica
| Gráfica de evolución demográfica de San Giusto Canavese entre 1861 y 2001 |
|                                                                           |
| Fuente ISTAT - elaboración gráfica de Wikipedia                           |